# Бузилевич Олександр Вікторович
Олекса́ндр Ві́кторович Бузиле́вич (8 травня 1941, Київ — 8 лютого 2018, Київ) — радянський, український кінооператор. Член Спілки кінематографістів України.
Лауреат Шевченківської премії 1980 року — разом з Барсуком, Путінцевим, Кущем, Тихоновим — за публіцистичний документальний телефільм за книгою Л. Брежнєва «Відродження» студії «Укртелефільм».

## Життєпис
1976 року закінчив ВДІК (викладачем був П. Ногін).
Працював механіком-освітлювачем на Київській кіностудії художніх фільмів в 1958—1965 роках, асистентом оператора і оператором студії «Укртелефільм» — в 1965—1990.
Голова правління творчої студії «Акорд». Був біля витоків телеканалу «Рада». Станом на 2002 рік працював телеоператором в Дирекції телерадіопрограм Верховної Ради України.
Помер 8 лютого 2018 року у Києві.

## Фільмографія
Зняв стрічки:
- «Нарисна геометрія» − 1968, диплом Міжнародного кінофестивалю навчальних фільмів в Токіо,
- «Крила Батьківщини» — 1969,
- «Обличчям до сонця» — 1970, диплом кінофестивалю у Жданові,
- «Золоті литаври» −1971,
- «Ех, пісня-чудо!» — 1971, у співавт.,
- «Івасик-Телесик»,
- «Рим, 17...» — 1972,
- «Пригоди Пєшкіна»,
- «Платон Кречет» — 1972,
- «Корабель закоханих» — 1973,
- «Літо в Журавлиному» — 1974,
- «Софія Ротару»,
- «Пісня завжди з нами» — 1975,
- «Хор народний» — 1976, у співавторстві;
- «Карпатські візерунки» — 1976, приз журі 7-го Всесоюзного фестивалю телефільмів у Ленінграді, 1977;
- «300 шахтарських років»,
- «Люди на землі» — 1977,
- «Малеча» — 1978, приз Спілки кінематографістів СРСР, Владивосток, 1979;
- «Відродження» — 1979, 5 серій, спеціальний приз журі 8-го Всесоюзного фестивалю телефільмів у Баку, 1979;
- «А льон цвіте…» — 1981,
- «Слово про Київ»,
- «У кожному серці — голос Батьківщини» — 1982;
- «Компаньйони» — 1983,
- «Цей невгамовний Аркадій Васильович»,
- «Карадаг — земля заповідна» — 1984;
- «Артеківці» — 1985,
- «Дім батька твого» — 1986, 2 серії;
- «Там, де Ятрань круто в'ється» — 1986;
- «Володимир-Волинський» — 1988;
- «Провінційна історія» — 1988 (у співавт. О. Мазепою) та ін.

Був автором лібрето до музичного фольклорно-художнього 7-серійного телефільму «Поетичний літопис українського народу» — 1989—1995 роки.

## Джерело
- Шевченківський комітет [Архівовано 5 березня 2016 у Wayback Machine.]
- Акредитовані працівники ЗМІ